# 卡缅卡市镇 (下乌金斯克区)
卡缅卡市镇（俄语：Каменское муниципальное образование）是俄罗斯联邦伊尔库茨克州下乌金斯克区所属的一个市镇。其下辖有5个居民点，行政中心为卡缅卡。据2016年统计，该市镇的人口为1137人。